# Chronolecte
 (décembre 2018).
Si vous disposez d'ouvrages ou d'articles de référence ou si vous connaissez des sites web de qualité traitant du thème abordé ici, merci de compléter l'article en donnant les références utiles à sa vérifiabilité et en les liant à la section « Notes et références ».
Un chronolecte est une variante de langage liée à des conditions temporelles ou générationnelles. 
Ainsi, une langue pourra être qualifiée d'actuelle ou d'archaïque ; telle façon de parler propre aux adolescents,
telle autre aux personnes âgées.